# Soundtrack
Soundtrack (engelska, ’ljudspår’) syftar på musik, både den instrumentala musiken och sångerna, återgiven ur en film, tv-serie, ljudbok, radiopjäs eller ett datorspel. 
När ett soundtrack släpps till skivförsäljning kallas det Original soundtrack (förkortat OST) i de fall musiken är identisk med den från det ursprungliga mediet.